# 특정 비밀의 보호에 관한 법률
특정비밀보호법(일본어: 特定秘密保護法 토쿠테이히미츠호고호[*])은 일본의 안전보장에 관한 정보 중 '특히 은닉할 필요가 있는 것'을 '특정 비밀'로 지정하고 취급자의 적정 평가 실시 및 누설한 경우의 벌칙 등을 결정하는 것을 목표로 한 법안이다. 정식 명칭은 특정 비밀 보호에 관한 법률(일본어: 特定秘密の保護に関する法律 토쿠테이히미츠노호고니칸스루호리츠[*])이다.
2013년 10월 25일 제2차 아베 신조 내각이 법안을 안전보장회의의 승인을 거친 후 의결하고 제185회 일본 국회에 제출하였다. 이 법률안은 2013년 12월 6일에 일본 국회를 통과했으며 2013년 12월 13일에 공포되었다. 이 법은 부칙 제1조에 따라 공포된 지 1년 안에 시행된다.

## 비판
일본 사회민주당, 일본 공산당과 같이 일본 내에서 상대적으로 좌익으로 분류되는 정당들은 특정비밀보호법안 제2장 제3조에 따르면, “행정기관의 장이, 해당 행정기관이 담당하는 사무에 관한, 별표에서 정하는 사항에 관한 정보이며, 공개되어서는 안 되는 것 중, 그 누출이 우리나라의 안전보장에 큰 지장을 줄 우려가 있어 특히 비밀로 할 필요가 있는 것을 특정비밀로 지정할 수 있다”고 되어 있기 때문에 비밀 보장에 객관성이 없어서 사실상 민주주의를 크게 훼손한다는 비판이 있다.